# Makimono

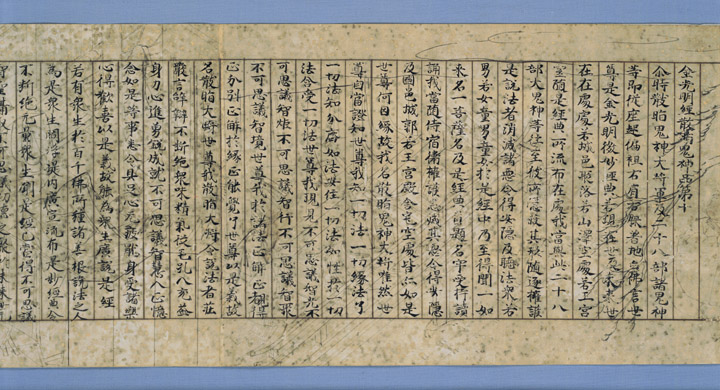
Detalle delRollo del sūtra Konkōmyōkyō, 1192, Kioto.

Un Makimono (巻物?) es un rollo de papel o seda usado tradicionalmente en Japón. En forma característica se lee de manera horizontal, en contraposición al kakemono que se observa de manera vertical.
Escrito con pintura o tinta con una bella caligrafía o dibujos.
Densho o Shoden (目録?) es un texto de transmisión que se escribe en el makimono y describe técnicas, kata o secretos del estilo al cual pertenece el pergamino también llamado Tora-no-maki o simplemente Torimaki, lo que con frecuencia se describe como "pergamino del tigre" por su carácter de arrollarse como la cola de ese animal. Esta característica fue la inspiradora del tigre rampante que identificó al Karate en la tapa de la primera publicación de Gichin Funakoshi.
El  texto con frecuencia representa un “catálogo” de las técnicas del estilo, en cuyo caso es denominado “mokuroku” que con frecuencia se asocia con el término Densho o Soden que significa que contiene las bases técnicas del estilo y representa los conocimientos requeridos para adquirir el grado correspondiente al nivel del makimono. Estos grados son Menkyo kaiden para la transmisión completa cuando todos los anteriores certificados se le han otorgado o  Kyoju Dairi para los instructores autorizados pudiendo existir grados intermedios variables de estilo en estilo.  
El Shoden Makimono no debe confundirse con el "Kakejiku" (掛軸?), que es el certificado que se cuelga en la pared del dojo para indicar el grado del maestro o instructor del mismo o con el "Kongen-no-maki" o “Pergamino de Orígenes" que existe en algunos estilos y contiene la información histórica desde que se originó el ryu incluyendo el maestro que lo creó y una lista de sus sucesores por lo cual generalmente el que tenga este pergamino es considerado el heredero o Soke.